# Campeonato da Europa de Atletismo de 1994
A 16ª edição dos Campeonatos da Europa de Atletismo decorreu no Olympiastadion de Helsínquia, na Finlândia, entre 10 e 14 de agosto de 1994.
Esta edição ficaria marcada pelo aparecimento de novas nações, resultante dos acontecimentos subsequentes à queda do muro de Berlim: a reunificação alemã, a desintegração da União Soviética, e a separação dos países que integravam a Checoslováquia e a Jugoslávia.
Do ponto de vista desportivo, Portugal conseguiu três medalhas, todas no setor feminino: Fernanda Ribeiro conquistou o ouro e Conceição Ferreira a prata nos 10000 metros, enquanto que Manuela Machado também se sagrava campeã europeia da maratona.

## Medalhistas

### Masculino
| Evento                | Ouro                                                                           | Prata                                                                                        | Bronze                                                                     |
| --------------------- | ------------------------------------------------------------------------------ | -------------------------------------------------------------------------------------------- | -------------------------------------------------------------------------- |
| 100 metros            | Linford Christie · Reino Unido                                                 | Geir Moen · Noruega                                                                          | Aleksandr Porkhomovskiy · Rússia                                           |
| 200 metros            | Geir Moen · Noruega                                                            | Vladyslav Dolohodin · Ucrânia                                                                | Patrick Stevens · Bélgica                                                  |
| 400 metros            | Du'aine Ladejo · Reino Unido                                                   | Roger Black · Reino Unido                                                                    | Matthias Rusterholz · Suíça                                                |
| 800 metros            | Andrea Benvenuti · Itália                                                      | Vebjørn Rodal · Noruega                                                                      | Tomás de Teresa · Espanha                                                  |
| 1500 metros           | Fermín Cacho · Espanha                                                         | Isaac Viciosa · Espanha                                                                      | Branko Zorko · Croácia                                                     |
| 5000 metros           | Dieter Baumann · Alemanha                                                      | Robert Denmark · Reino Unido                                                                 | Abel Antón · Espanha                                                       |
| 10000 metros          | Abel Antón · Espanha                                                           | Vincent Rousseau · Bélgica                                                                   | Stéphane Franke · Alemanha                                                 |
| Maratona              | Martín Fiz · Espanha                                                           | Diego García · Espanha                                                                       | Alberto Juzdado · Espanha                                                  |
| 110 m barreiras       | Colin Jackson · Reino Unido                                                    | Florian Schwarthoff · Alemanha                                                               | Tony Jarrett · Reino Unido                                                 |
| 400 m barreiras       | Oleg Tverdokhleb · Ucrânia                                                     | Sven Nylander · Suécia                                                                       | Stéphane Diagana · França                                                  |
| 3000 m obstáculos     | Alessandro Lambruschini · Itália                                               | Angelo Carosi · Itália                                                                       | William Van Dijck · Bélgica                                                |
| Estafeta 4x100m       | Hermann Lomba · Eric Perrot · Jean-Charles Trouabal · Daniel Sangouma · França | Serhiy Osovych · Oleg Kramarenko · Dmytro Vanyayikin · Vladyslav Dolohodin · Ucrânia         | Ezio Madonia · Domenico Nettis · Giorgio Marras · Sandro Floris · Itália   |
| Estafeta 4x400m       | David McKenzie · Roger Black · Brian Whittle · Du'aine Ladejo · Reino Unido    | Pierre-Marie Hilaire · Jacques Farraudiére · Jean-Louis Bannouli · Stéphane Diagana · França | Mikhail Vdovin · Dmitriy Bey · Dmitriy Kosov · Dmitriy Golovastov · Rússia |
| 20 km marcha          | Mikhail Shchennikov · Rússia                                                   | Yevgeniy Misyulya · Bielorrússia                                                             | Valentí Massana · Espanha                                                  |
| 50 km marcha          | Valeriy Spitsyn · Rússia                                                       | Thierry Toutain · França                                                                     | Giovanni Perricelli · Itália                                               |
| Salto em altura       | Steinar Hoen · Noruega                                                         | Artur Partyka · Polónia · Steve Smith · Reino Unido                                          |                                                                            |
| Salto com vara        | Radion Gataullin · Rússia                                                      | Igor Trandenkov · Rússia                                                                     | Jean Galfione · França                                                     |
| Salto em comprimento  | Ivaylo Mladenov · Bulgária                                                     | Milan Gombala · Chéquia                                                                      | Konstantinos Koukodimos · Grécia                                           |
| Triplo salto          | Denis Kapustin · Rússia                                                        | Serge Hélan · França                                                                         | Māris Bružiks · Letônia                                                    |
| Arremesso do peso     | Aleksandr Klimenko · Ucrânia                                                   | Aleksandr Bagach · Ucrânia                                                                   | Roman Virastyuk · Ucrânia                                                  |
| Lançamento do disco   | Vladimir Dubrovshchik · Bielorrússia                                           | Dmitriy Shevchenko · Rússia                                                                  | Jürgen Schult · Alemanha                                                   |
| Lançamento do dardo   | Steve Backley · Reino Unido                                                    | Seppo Räty · Finlândia                                                                       | Jan Železný · Chéquia                                                      |
| Lançamento do martelo | Vasiliy Sidorenko · Rússia                                                     | Igor Astapkovich · Bielorrússia                                                              | Heinz Weis · Alemanha                                                      |
| Decatlo               | Alain Blondel · França                                                         | Henrik Dagård · Suécia                                                                       | Lev Lobodin · Ucrânia                                                      |

### Feminino
| Evento               | Ouro                                                                         | Prata                                                                                        | Bronze                                                                              |
| -------------------- | ---------------------------------------------------------------------------- | -------------------------------------------------------------------------------------------- | ----------------------------------------------------------------------------------- |
| 100 metros           | Irina Privalova · Rússia                                                     | Zhanna Pintusevich · Ucrânia                                                                 | Melanie Paschke · Alemanha                                                          |
| 200 metros           | Irina Privalova · Rússia                                                     | Zhanna Pintusevich · Ucrânia                                                                 | Galina Malchugina · Rússia                                                          |
| 400 metros           | Marie-José Pérec · França                                                    | Svetlana Goncharenko · Rússia                                                                | Phylis Smith · Reino Unido                                                          |
| 800 metros           | Lyubov Gurina · Rússia                                                       | Natalya Dukhnova · Bielorrússia                                                              | Lyudmila Rogachova · Rússia                                                         |
| 1500 metros          | Lyudmila Rogachova · Rússia                                                  | Kelly Holmes · Reino Unido                                                                   | Yekaterina Podkopayeva · Rússia                                                     |
| 3000 metros          | Sonia O'Sullivan · Irlanda                                                   | Yvonne Murray · Reino Unido                                                                  | Gabriela Szabo · Roménia                                                            |
| 10000 metros         | Fernanda Ribeiro · Portugal                                                  | Conceição Ferreira · Portugal                                                                | Daria Nauer · Suíça                                                                 |
| Maratona             | Manuela Machado · Portugal                                                   | Maria Curatolo · Itália                                                                      | Adriana Barbu · Roménia                                                             |
| 100 m barreiras      | Svetla Dimitrova · Bulgária                                                  | Yuliya Graudyn · Rússia                                                                      | Yordanka Donkova · Bulgária                                                         |
| 400 m barreiras      | Sally Gunnell · Reino Unido                                                  | Silvia Rieger · Alemanha                                                                     | Anna Knoroz · Rússia                                                                |
| Estafeta 4x100m      | Melanie Paschke · Silke Knoll · Bettina Zipp · Silke Lichtenhagen · Alemanha | Natalya Anisimova · Marina Trandenkova · Galina Malchugina · Irina Privalova · Rússia        | Desislava Dimitrova · Svetla Dimitrova · Anelia Nuneva · Petya Pendareva · Bulgária |
| Estafeta 4x400m      | Francine Landre · Evelyn Elien · Viviane Dorsile · Marie-José Pérec · França | Natalya Khrushcheleva · Yelena Andreyeva · Tatyana Sacharova · Svetlana Goncharenko · Rússia | Karin Janke · Heike Meißner · Uta Rohländer · Anja Rücker · Alemanha                |
| 10 km marcha         | Sari Essayah · Finlândia                                                     | Annarita Sidoti · Itália                                                                     | Yelena Nikolayeva · Rússia                                                          |
| Salto em altura      | Britta Bilač · Eslovênia                                                     | Yelena Gulyayeva · Rússia                                                                    | Nelė Žilinskienė · Lituânia                                                         |
| Salto em comprimento | Heike Drechsler · Alemanha                                                   | Inessa Kravets · Ucrânia                                                                     | Fiona May · Itália                                                                  |
| Triplo salto         | Anna Biryukova · Rússia                                                      | Inna Lasovskaya · Rússia                                                                     | Inessa Kravets · Ucrânia                                                            |
| Arremesso do peso    | Vita Pavlysh · Ucrânia                                                       | Astrid Kumbernuss · Alemanha                                                                 | Svetla Mitkova · Bulgária                                                           |
| Lançamento do disco  | Ilke Wyludda · Alemanha                                                      | Ellina Zvereva · Bielorrússia                                                                | Mette Bergmann · Noruega                                                            |
| Lançamento do dardo  | Trine Hattestad · Noruega                                                    | Karen Forkel · Alemanha                                                                      | Felicia Ţilea-Moldovan · Roménia                                                    |
| Heptatlo             | Sabine Braun · Alemanha                                                      | Rita Ináncsi · Hungria                                                                       | Urszula Włodarczyk · Polónia                                                        |

## Quadro de medalhas
| Ordem | País         | Medalha de ouro | Medalha de prata | Medalha de bronze | Total |
| ----- | ------------ | --------------- | ---------------- | ----------------- | ----- |
| 1     | Rússia       | 10              | 8                | 7                 | 25    |
| 2     | Reino Unido  | 6               | 5                | 2                 | 13    |
| 3     | Alemanha     | 5               | 4                | 5                 | 14    |
| 4     | França       | 4               | 3                | 2                 | 9     |
| 5     | Ucrânia      | 3               | 6                | 3                 | 12    |
| 6     | Espanha      | 3               | 2                | 4                 | 9     |
| 7     | Noruega      | 3               | 2                | 1                 | 6     |
| 8     | Itália       | 2               | 3                | 3                 | 8     |
| 9     | Portugal     | 2               | 1                | —                 | 3     |
| 10    | Bulgária     | 2               | —                | 3                 | 5     |
| 11    | Bielorrússia | 1               | 4                | —                 | 5     |
| 12    | Finlândia    | 1               | 1                | —                 | 1     |
| 13    | Irlanda      | 1               | —                | —                 | 1     |
|       | Eslovênia    | 1               | —                | —                 | 1     |
| 15    | Suécia       | —               | 2                | —                 | 2     |
| 16    | Bélgica      | —               | 1                | 2                 | 3     |
| 17    | Chéquia      | —               | 1                | 1                 | 2     |
|       | Polónia      | —               | 1                | 1                 | 2     |
| 19    | Hungria      | —               | 1                | —                 | 1     |
| 20    | Roménia      | —               | —                | 3                 | 3     |
| 21    | Suíça        | —               | —                | 2                 | 2     |
| 22    | Croácia      | —               | —                | 1                 | 1     |
|       | Grécia       | —               | —                | 1                 | 1     |
|       | Letônia      | —               | —                | 1                 | 1     |
|       | Lituânia     | —               | —                | 1                 | 1     |
|       | total        | 44              | 45               | 43                | 132   |

## Participantes
De acordo com uma contagem não oficial, 1125 atletas de 43 países participaram do evento, 12 atletas mais do que o número oficial de 1113 e um país menos do que o número oficial de 44 como publicado. 
| - Albânia (1) - Arménia (1) - Áustria (12) - Bielorrússia (37) - Bélgica (13) - Bósnia e Herzegovina (2) - Bulgária (21) - Croácia (4) - Chipre (7) - Chéquia (23) - Dinamarca (12) | - Estónia (17) - Finlândia (85) - França (78) - Geórgia (2) - Alemanha (101) - (18) - Hungria (27) - Islândia (6) - Irlanda (21) - Israel (6) - Itália (73) | - Letónia (11) - Liechtenstein (1) - (11) - Luxemburgo (1) - Malta (1) - Moldávia (6) - Países Baixos (23) - Noruega (32) - Polónia (37) - Portugal (25) - Roménia (22) | - Rússia (96) - Eslováquia (11) - Eslovénia (7) - Espanha (58) - Suécia (45) - Suíça (28) - Turquia (6) - Ucrânia (39) - Reino Unido (90) - Iugoslávia (8) |